# Cmentarz Kobyliski
Cmentarz Kobyliski (cz. Kobyliský hřbitov) – cmentarz położony w stolicy Czech w dzielnicy Praga 8 (Kobylisy) przy ulicy Horňáteckiej.

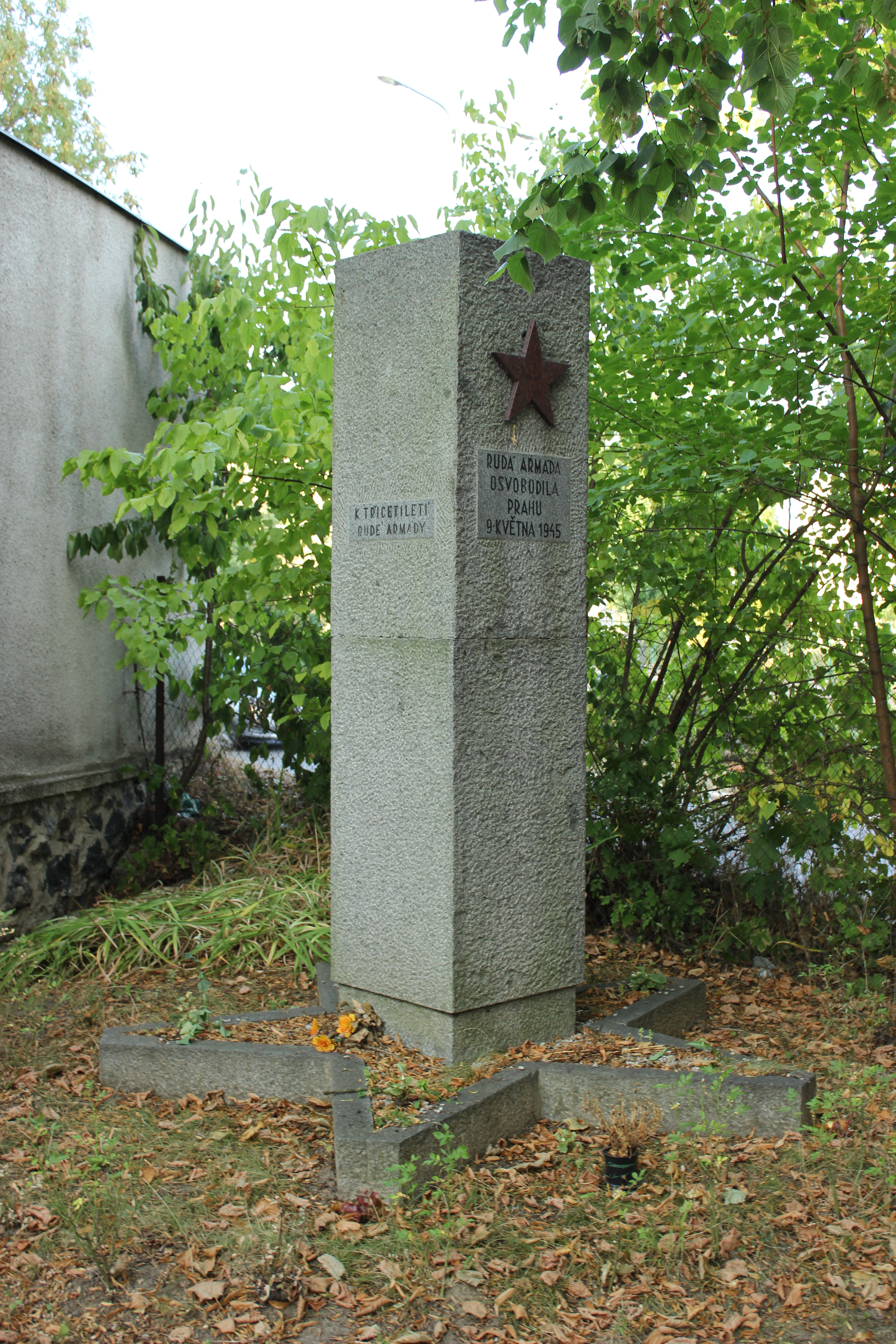
Pomnik Armii Czerwonej

## Historia
Powierzchnia cmentarza wynosi 0,65 hektara, ze względu na lokalizację nie ma możliwości jego rozbudowy. Znajdują się tu 33 grobowce, 724 groby tradycyjne oraz 222 groby urnowe, ogółem jest tu pochowanych 3948 osób. W maju 1945 pochowano tu poległych podczas powstania praskiego, którzy zginęli na barykadach. Na końcu cmentarza umieszczono pomnik Armii Czerwonej, który pierwotnie stał w samym centrum Pragi 8.